# Asanada sukhensis
Asanada sukhensis är en mångfotingart som beskrevs av Jangi och Dass 1984. Asanada sukhensis ingår i släktet Asanada och familjen Scolopendridae. Inga underarter finns listade i Catalogue of Life.